# 非主权君主制
非主权君主制（英語：Non-sovereign monarchy），又称次国家君主制、构成君主制，是一种君主政体，其君主和其统治的政体（无论是地理领土还是族群）都受制于比其更高的世俗权威。德意志帝国的诸邦国和英属印度时期的土邦是历史上的典型例子；而当代的祖鲁国王，其权力来源于《南非宪法》，是现在的一个实例。